# Saint-Livres
Saint-Livres ist eine politische Gemeinde im Distrikt Morges des Kantons Waadt in der Schweiz.

## Geographie
Saint-Livres liegt auf 603 m ü. M., 8 km westlich der Bezirkshauptstadt Morges (Luftlinie). Das Dorf erstreckt sich über dem Tal der Aubonne, an einem nach Süden geneigten Hang des Jurafussplateaus, in aussichtsreicher Lage rund 230 m über dem Seespiegel des Genfersees.

Luftbild (1949)

Die Fläche des 8,1 km² grossen Gemeindegebiets umfasst einen Abschnitt des Jurafussplateaus. Die westliche Grenze bildet stets das tief in die Molasseschichten des Plateaus eingeschnittene Tal der Aubonne. Nach Osten erstreckt sich der Gemeindeboden über die leicht nach Süden geneigten Hänge von Saint-Livres bis an den Bachlauf des Boiron. Das Plateau im nördlichen Teil des Gemeindegebietes wird von ausgedehnten Wäldern eingenommen, nämlich vom Bois Robert (691 m ü. M.) und vom Bois d'Etoy, in dem mit 717 m ü. M. der höchste Punkt von Saint-Livres erreicht wird. Dieses Waldgebiet wird vom Trockental Les Léchères durchzogen, das einst als Schmelzwasserrinne am Rand des eiszeitlichen Rhonegletschers diente. Von der Gemeindefläche entfielen 1997 7 % auf Siedlungen, 44 % auf Wald und Gehölze und 49 % auf Landwirtschaft.
Zu Saint-Livres gehören einige Hofsiedlungen und Einzelhöfe. Nachbargemeinden von Saint-Livres sind Bière, Aubonne, Lavigny und Yens.

## Bevölkerung
Mit 698 Einwohnern (Stand 31. Dezember 2023) gehört Saint-Livres zu den kleineren Gemeinden des Kantons Waadt. Von den Bewohnern sind 91,8 % französischsprachig, 3,5 % deutschsprachig und 1,9 % englischsprachig (Stand 2000). Die Bevölkerungszahl von Saint-Livres belief sich 1900 auf 486 Einwohner. Nachdem die Bevölkerung bis 1980 auf 354 Einwohner abgenommen hatte, wurde seither wieder eine deutliche Bevölkerungszunahme verzeichnet.

## Wirtschaft
Saint-Livres war bis in die zweite Hälfte des 20. Jahrhunderts ein vorwiegend durch die Landwirtschaft geprägtes Dorf. Noch heute spielt die Landwirtschaft als Erwerbszweig der Bevölkerung eine wichtige Rolle. Am linken Talhang der Aubonne unterhalb des Dorfes befindet sich ein rund 40 ha grosses Weinbaugebiet. Ansonsten dominiert der Ackerbau, wobei auch die Forstwirtschaft von Bedeutung ist. Weitere Arbeitsplätze sind im lokalen Kleingewerbe und im Dienstleistungssektor vorhanden. In den letzten Jahrzehnten hat sich das Dorf dank seiner attraktiven Lage zu einer Wohngemeinde entwickelt. Viele Erwerbstätige sind deshalb Wegpendler, die in den grösseren Orten entlang des Genfersees ihrer Arbeit nachgehen. Ein Teil des Arboretums von Aubonne liegt auf dem Gemeindegebiet von Saint-Livres.

## Verkehr
Die Gemeinde ist verkehrstechnisch gut erschlossen. Sie liegt an der Hauptstrasse, die von Aubonne nach Bière führt. Eine Ortsumfahrung entlastet den Dorfkern vom Durchgangsverkehr. Der Autobahnanschluss Aubonne an der 1964 eröffneten A1 (Genf-Lausanne) ist rund 5 km vom Ortskern entfernt. Durch den Postautokurs, der von Aubonne nach Etoy verkehrt, ist der Ort an das Netz des öffentlichen Verkehrs angebunden.

## Geschichte
Die erste urkundliche Erwähnung des Ortes erfolgte 1228 unter dem Namen Sanctus Liberius, der auf den Papst Liberius zurückgeht. Saint-Livres unterstand im Mittelalter dem Bischof von Lausanne. Dieser übergab das Dorf 1259 als Lehen an Peter von Savoyen. Später kam Saint-Livres an die Herren von Aubonne. Seit der Eroberung der Waadt durch Bern im Jahr 1536 teilte Saint-Livres die Geschicke von Aubonne und kam 1701 an die Landvogtei Aubonne. Nach dem Zusammenbruch des Ancien Régime gehörte das Dorf von 1798 bis 1803 während der Helvetik zum Kanton Léman, der anschliessend mit der Inkraftsetzung der Mediationsverfassung im Kanton Waadt aufging. 1798 wurde es dem Bezirk Aubonne zugeteilt.

## Sehenswürdigkeiten
Die im 13. Jahrhundert erwähnte Dorfkirche war im Besitz der Chorherren des Grossen Sankt Bernhards. Im Jahr 1457 wurde die Kirche neu gebaut, seither erfuhr sie mehrfach Veränderungen und Renovationen. Sie enthält Glasmalereien von J. Prahin von 1966. Im kompakt gebauten Ortskern sind einige charakteristische Acker- und Weinbauernhäuser aus dem 17. bis 19. Jahrhundert erhalten.